# Podgoria Aradului
Podgoria Aradului este o zonă viticolă situată la est și la nord-est de orașul Arad. 
Zona cuprinde mai multe localități: Covăsânț, Ghioroc, Miniș, Pâncota, Radna etc.